# Neoscona parambikulamensis
Neoscona parambikulamensis là một loài nhện trong họ Araneidae.
Loài này thuộc chi Neoscona. Neoscona parambikulamensis được miêu tả năm 2003 bởi Patel.